# Tiroteios em Oslo em 2022
Em 25 de junho de 2022, duas pessoas foram mortas e outras 22 ficaram feridas em um tiroteio em massa em três locais em Oslo, na Noruega. A polícia acredita que os tiroteios tenham como alvo o Oslo Pride, o evento local do orgulho LGBT organizado pela filial de Oslo da Organização Norueguesa para Diversidade Sexual e de Gênero. A polícia está investigando o tiroteio como um ato de terrorismo islâmico.

## Incidente
Cerca da uma hora da madrugada de 25 de Junho, o primeiro tiroteio ocorreu no London Pub, um popular bar e boate gay. Segundo uma testemunha ocular próxima, depois de gritar "Allahu Akbar", o criminoso começou a alvejar as pessoas no pub e depois no Herr Nilsen Jazz Club e num local de comida rápida. Duas pessoas morreram e mais 22 ficaram feridas, dez das quais ficaram gravemente feridas, enquanto as outras onze ficaram levemente feridas. O suspeito, detido cerca da uma hora e vinte minutos da manhã é Zaniar Matapour, um cidadão norueguês de origem iraniana de 42 anos, que foi acusado de terrorismo. Foram-lhe apreendidas uma espingarda automática e um revólver.

## Motivos
Em uma entrevista coletiva em 25 de junho de 2022, a polícia disse acreditar que o ataque poderia ser motivado por ódio anti-LGBT e visar o Oslo Pride. A polícia confirmou mais tarde que sabia do criminoso desde 2015, afirmando que ele havia se radicalizado no extremismo islâmico.
O autor do crime tinha uma extensa ficha criminal de crimes de drogas e agressão. Sua mãe explicou que ele já havia sido diagnosticado com esquizofrenia paranóide.

## Resposta
O Hospital Universitário de Oslo informou que entrou em alerta vermelho após o ataque. Dez pessoas receberam tratamento médico devido a ferimentos graves. A parada do orgulho e eventos relacionados a serem realizados em Oslo foram cancelados após o tiroteio, seguindo "conselhos e recomendações claros" da polícia aos organizadores. Eles também aconselharam as pessoas a celebrarem o Orgulho em grupos menores. Apesar dos avisos, vários milhares de pessoas ainda participaram de um desfile improvisado e colocaram flores no London Pub. A diretora de polícia Marie Benedicte Bjørnland anunciou um armamento nacional temporário de policiais na Noruega.